# Bảo tàng quốc gia Gdańsk
Bảo tàng quốc gia ở Gdańsk (tiếng Ba Lan: Muzeum Narodowe w Gdańsku), được thành lập vào năm 1972 tại Gdańsk (mặc dù lịch sử đã trở lại vào quý ba của thế kỷ 19), là một trong những nhánh chính của hệ thống bảo tàng quốc gia của Ba Lan.

## Lịch sử
Vị trí chính của nó là ở - tu viện Gothic Phanxicô cổ, đã được sử dụng như trưng bày nhà kể từ cuối thế kỷ 19. Trong thời kỳ đó, nó được biết đến với cái tên Stadtmuseum, nơi nắm giữ một bộ sưu tập lớn các tác phẩm nghệ thuật lịch sử. Năm 1884, bộ sưu tập đã được mở rộng với các cuộc triển lãm từ một bảo tàng khác ở Gdańsk - Kunstgewerbemuseum khi hai tổ chức sáp nhập.
Sau khi Chiến tranh thế giới thứ hai kết thúc, 65% tòa nhà chính của bảo tàng đã bị phá hủy và phần lớn các bộ sưu tập của bảo tàng đã bị mất, bao gồm tất cả các triển lãm số cũng như các tác phẩm nghệ thuật từ Viễn Đông. Ngoài ra thư viện và một số hồ sơ của bảo tàng đã bị mất hoặc bị phá hủy. Triển lãm sau chiến tranh đầu tiên được khai trương vào năm 1948 và bảo tàng đã đổi tên thành "Bảo tàng Pomeranian ở Gdańsk". Năm 1956, kiệt tác Phán xét cuối cùng của Hans Memling trở lại Gdańsk cũng như một phần của bộ sưu tập tranh và tranh in. Ban đầu bảo tàng được đặt trong Cung điện Opatów ở Oliwa và được thành lập bộ phận dân tộc học của bảo tàng. Từ năm 1989, cung điện chứa bộ sưu tập nghệ thuật hiện đại của bảo tàng.
Một số bảo tàng khác được thành lập từ các bộ sưu tập phong phú của Bảo tàng Pomeranian, bao gồm: Bảo tàng Hàng hải Quốc gia (1960), Bảo tàng Khảo cổ học (1962) và Bảo tàng Lịch sử Gdańsk (1971). Năm 1972, nó được đặt tên lại là Bảo tàng Quốc gia ở Gdańsk.

## Các phòng ban
Hiện tại bảo tàng có bảy phòng ban:
- Ban nghệ thuật cổ đại - có tác phẩm phán quyết cuối cùng của Hans Memling
- Ban Nghệ thuật Hiện đại - trong Cung điện Opatów ở Oliwa
- Phòng dân tộc học - trong Spichlerz Opacki [pl] ("Hạt của trụ trì")
- Sở "Cổng xanh"
- Thư viện ảnh của Gdańsk
- Bảo tàng Quốc ca ở Będomin
- Bảo tàng Truyền thống Szlachta ở Waplewo Wielkie

## Hình ảnh
Museum
- The Last Judgement, Hans Memling, (late 1460s)
- Bowl with Flowers, Jan Brueghel the Younger, (ca.1630)
- Portrait of a Woman, Anthony van Dyck, (ca. 1630)
- Study of a Child, Jacob Jordaens, (1626)
- A Musician and a Singer, David Teniers the Younger, (ca.1650)
- Caritas, Frans Floris
- Ships at Sea, Jan Peeters I, (ca.1650)
- Charon's Boat, Isaac Claesz. van Swanenburg, (ca.1625)
- Woman Plucking a Duck, Pieter de Hooch, (between 1665 and 1668)
- Fisherman with Nets, Leon Wyczółkowski, (ca.1890)